# Tüdeviin Üitümen
Tüdeviin Üitümen ou Tudev Ujtumen  est un joueur d'échecs mongol né le 27 août 1939 à Biger dans la province de Govi-Altai et mort en 1993.

## Biographie et carrière
En 1965, Tüdeviin Üitümen fut le premier joueur mongol à recevoir le titre de maître international. Il représenta la Mongolie lors de six olympiades de 1964 à 1974, remportant la médaille d'or au deuxième échiquier en 1964 et la médaille d'argent au deuxième échiquier en 1970.
En 1969, il fut diplômé de l'Université nationale d'ingénierie et d'économie. La même année, il remporta le tournoi zonal de la zone « Asie de l'ouest » (premier tour du cycle du championnat du monde d'échecs) à Singapour. Lors du tournoi interzonal de Palma de Majorque, il finit à la 21e-22e place sur 24 participants avec 8,5 points sur 23. Il réussit à annuler ses parties contre les deux premiers du tournoi, Bobby Fischer et Bent Larsen.
Il remporta le championnat de Mongolie en 1972, 1978 et 1986.